# Euphyciodes albotessulalis
Euphyciodes albotessulalis är en fjärilsart som beskrevs av Paul Mabille 1900. Euphyciodes albotessulalis ingår i släktet Euphyciodes och familjen Crambidae. Inga underarter finns listade i Catalogue of Life.